# Александровка (Тростянецкий район)
Алекса́ндровка (укр. Олекса́ндрівка) — село на Украине, находится в Тростянецком районе Винницкой области.
Код КОАТУУ — 0524180301. Население по переписи 2001 года составляет 1325 человек. Почтовый индекс — 24333. Телефонный код — 4343.
Занимает площадь 4,35 км².

## Адрес местного совета
24333, Винницкая область, Тростянецкий р-н, с. Александровка, ул. Гагарина, 20

## Известные уроженцы
- Тарновский, Николай Ефимович (1919—2002) — украинский писатель-прозаик, член Союза писателей СССР.
- Сороколет, Иван Михайлович (род. 1926) — Герой Социалистического Труда.